# 西三旗天主堂
西三旗天主堂，全名天主教北京教区西三旗圣保禄堂，位于北京市海淀区西三旗街道枫丹丽舍西路2号楼4层，隶属天主教北京教区。

## 简介
天主教西三旗祈祷所（即弥撒点）成立于2009年6月。该弥撒点奉耶稣圣心为主保。孙徐生神父任该弥撒点的本堂神父。周一至周六早晨弥撒约有30位教友参加，主日时约有100位教友参加。
经过神父们从生活费中提取，以及教友们奉献，天主教北京教区购买了如今教堂的产业，即枫丹丽舍西路旗胜家园（南区）底商4层。该教堂是中华人民共和国成立以来，天主教北京教区自己购买的第一所产业（或活动场所）。
2011年10月22日，李山主教主持祝圣了西三旗教堂，由本堂神父张芝茂、甄雪斌神父辅理，参礼者有22位神父，13位修女，13位修士，大约300名教友参加了弥撒。
西三旗天主堂的主保是圣保禄宗徒。

## 主任司铎
1. 孙徐生神父（2009年—2011年，兼西北旺祈祷所主任司铎）
2. 张芝茂神父（2011年2月—2014年，兼西北旺祈祷所主任司铎）
3. 庞若望神父（2014年—2016年）
4. 张继雄神父（2016年3月—）[2]